# Malliß
Malliß (también, Maliss) es un municipio situado en el distrito de Ludwigslust-Parchim, en el estado federado de Mecklemburgo-Pomerania Occidental (Alemania). Tiene una población estimada, a fines de 2022, de 1089 habitantes.